# Gewone elzenvouwmot
De gewone elzenvouwmot (Phyllonorycter rajella) is een vlinder uit de familie mineermotten (Gracillariidae). De wetenschappelijke naam is gepubliceerd in 1758 door Linnaeus in de tiende editie van Systema naturae.
De soort komt voor in Europa.